# مايكرويد
مايكرويد (بالإنجليزية: Microids)، هي شركة فرنسية لتطوير ونشر ألعاب الفيديو، تأسست الشركة سنة 1985، يقع مقرها في العاصمة الفرنسية باريس.